# Les Fourches caudines
Pour les articles homonymes, voir Fourches Caudines (homonymie).
Pour plus de détails, voir Fiche technique et Distribution.
Les Fourches caudines est un court métrage réalisé par Michael Donio en 1999.
Le personnage principal est interprété par Christian Vadim. L'ex-star du porno Brigitte Lahaie y tient un rôle inattendu.

## Synopsis
Un jeune homme ambitieux passe un entretien dans une grande société, il manipule le jury à son avantage.

## Fiche technique
- Titre : Les Fourches caudines
- Année de production : 1999
- Réalisation : Michael Donio
- Scénario : Michael Donio
- Dialogues : Noël Mitrani.
- Image : Christophe Debraize-Bois
- Monteur image : Denis Parrot
- Ingénieur du son : Nicolas Waschkowski
- Musique : Philippe Rombi
- Décorateur : David Martin
- Costumes : Florine François
- Production : Elie Alexandre Le Hoangan (A2L Productions), Serge Zeitoun (Les Films de Mai), CNC
- Pays d'origine :  France
- Durée : 21 minutes
- Format : 35 mm
- Date de sortie en salle : 19 Janvier 2001[2]
- Diffuseur : TPS

## Distribution
- Christian Vadim
- Brigitte Lahaie
- Étienne Draber
- Marie-Françoise Audollent
- Charles-Roger Bour
- Olivier Hémon
- William Nadylam
- Fabienne Galula
- Fabrice Feltzinger

## Commentaire
Les Fourches caudines est une satire du milieu de l'entreprise. Les auteurs poussent jusqu'à l'absurde les conditions de recrutement des candidats qui, pour espérer être embauchés, doivent s'humilier devant un jury. Le cinéaste montre les personnages de façon caricaturale pour faire ressortir leur ridicule.